# Agnolo Pandolfini

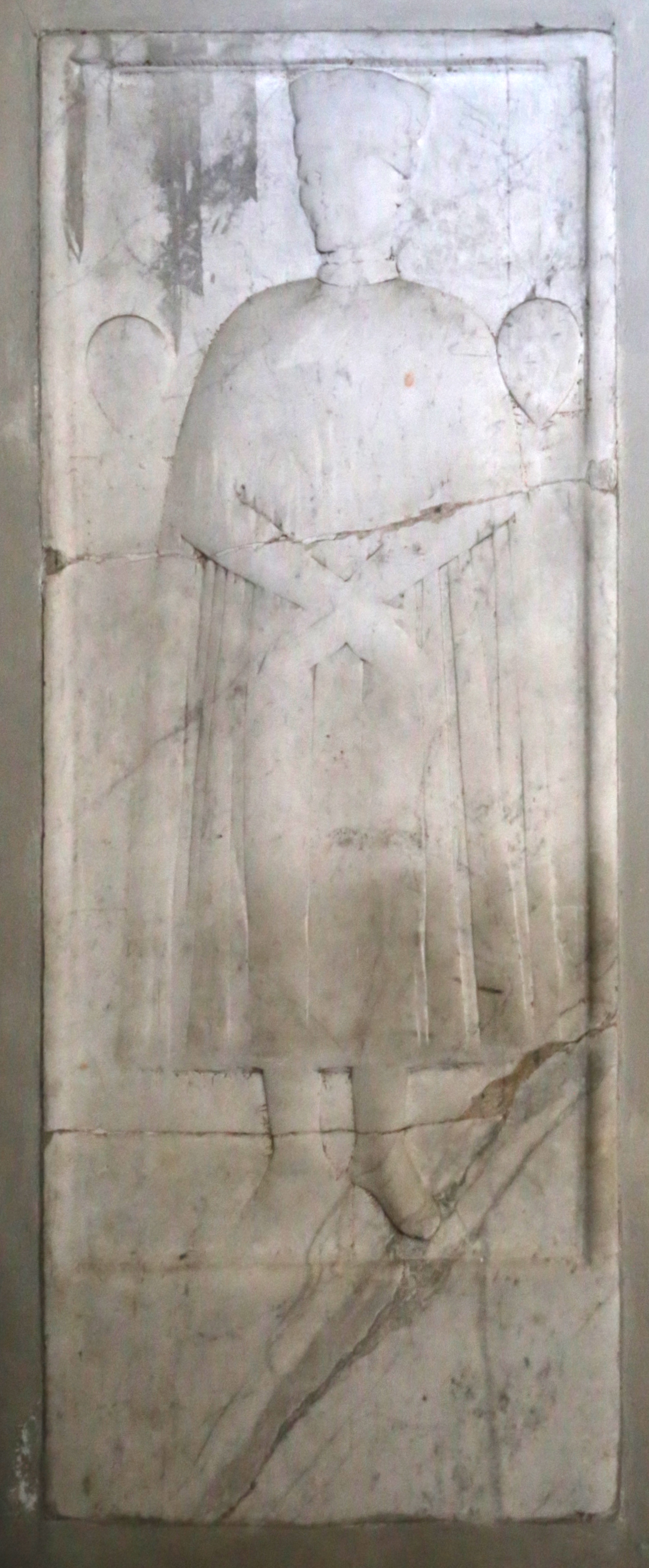
Lastra sepolcrale di Agnolo Pandolfini presso la pieve di San Martino a Gangalandi

Agnolo Pandolfini (Firenze, 1360 – Firenze, 1446) è stato un politico italiano, Gonfaloniere di Giustizia della Repubblica fiorentina nel 1414, nel 1420 e nel 1431.

## Biografia
Appartenente alla famiglia dei Pandolfini, famiglia originaria di Signa ma inurbatasi a Firenze alla fine del XII secolo, Agnolo Pandolfini nacque da Filippo Pandolfini e Dora Boscoli. Nella giovinezza ebbe una istruzione raffinata e conobbe Leonardo Bruni, Leon Battista Alberti, Matteo Palmieri e Vespasiano da Bisticci. Nel 1393 si iscrive all'Arte della Seta, una delle sette arti maggiori.

### Carriera politica
Dopo aver avuto un primo incarico nelle istituzioni della Repubblica fiorentina nel 1397 come membro della Signoria (l'organo di governo collegiale della Repubblica), dal 1º ottobre 1407 al 1º aprile dell'anno successivo fu capitano di Volterra per poi ridivenire membro della Signoria fiorentina nel 1408.
Nel 1409 viene attestato tra i membri della commissione istituita per controllare la revisione della raccolta degli statuti della città condotta da Giovanni da Montegranaro; mentre nel 1411 è a Bologna come ambasciatore della Repubblica. Dopo un periodo a Firenze (durante il quale fa parte della magistratura dei sei Applicatori degli statuti) riparte dalla città natale per una nuova ambasceria a Napoli presso il re angioino Ladislao d’Angiò. Al ritorno in patria diviene finalmente Gonfaloniere di Giustizia (la massima carica nella Firenze del tempo) tra il 1º gennaio e il 1º marzo 1415. Dopo due brevi ambascerie presso il capitano di ventura Niccolò Fortebraccio, Pandolfini torna ad essere Gonfaloniere di Giustizia una seconda volta nel 1420.
Negli anni Trenta e Quaranta del secolo Pandolfini è membro di importanti ambascerie. Dopo un incarico a Siena nel 1422, nel 1425 viene inviato a Roma per recuperare i rapporti col papa Martino V, messi in crisi dalle pressioni dei Visconti, allora nemici di Firenze. Nel 1432 è inviato nuovamente a Siena (assieme a Luigi Guicciardini) da Rinaldo degli Albizzi (a capo della cosiddetta Oligarchia, un gruppo di personaggi delle famiglie più eminenti che dominava la città), presso l'imperatore Sigismondo di Lussemburgo, che soggiornava in città in vista dell'incoronazione da parte del nuovo papa Eugenio IV. Rinaldo progettava infatti di far avvenire l'incoronazione a Firenze in modo da proiettare la città su un piano internazionale, ma il tentativo fu infruttuoso (anche se il papa si recherà comunque a Firenze due anni più tardi, dopo essere stato costretto alla fuga da Roma).
Negli stessi anni continuò però a operare anche in politica interna. Oltre a divenire per la terza volta Gonfaloniere di Giustizia nel 1431, Pandolfini infatti fu membro in quegli anni delle più importanti magistrature cittadine e del contado: fu dunque tra gli Otto di custodia e tra gli ufficiali dell’Onestà, camerario della Camera del comune, console del Mare, tra dei Dieci di Balìa, vicario in Valdinievole, podestà di Pistoia e vicario del Mugello, fino all'ultimo incarico come ufficiale delle Carni nel 1445, a un anno dalla morte. Tali cariche fanno dunque propendere per l'infondatezza della notizia, riportata da Vespasiano da Bisticci nella sua biografia su Pandolfini, del ritiro a vita privata del vecchio politico in seguito all'esilio di Palla Strozzi (parente di Ginevra Strozzi, moglie di Pandolfini) imposto da Cosimo de' Medici (ormai signore di Firenze) nel 1434.
Pur continuando a rivestire cariche pubbliche, negli ultimi anni di vita Pandolfini, probabilmente a causa delle condizioni economiche non più rosee (aveva infatti dovuto dividere il patrimonio tra i due figli maschi Carlo e Giannozzo e i numerosi nipoti, vendendo anche molte proprietà) costrinsero Pandolfini a lasciare la città per trascorrere gli ultimi anni nel contado presso torre Pandolfini, a Ponte a Signa, acquistata precedentemente dal padre Filippo. Dopo la morte Agnolo venne sepolto nella pieve di San Martino a Gangalandi, grande amico di Agnolo fu infatti Leon Battista Alberti, priore della pieve lastrigiana. La morte avvenne comunque a Firenze nel gennaio del 1446, e i funerali, si tennero anch'essi nella città natale del politico.

## Opere
A Pandolfini è stata tradizionalmente attribuita la redazione del trattato Governo della famiglia, opera in realtà parte del terzo libro della Famiglia di Leon Battista Alberti e scritta un quindicennio dopo la morte del politico.